# لويز ثاندربيرد
لويز فرناندو دوارتي ثاندربيرد (بالبرتغالية: Luiz “Thunderbird” Fernando Duarte) (ولد في 8 أبريل 1961)، ويُعرف اختصارًا باسم ثاندر، هو موسيقي ومقدم برامج ومذيع برازيلي، عُرف سابقًا بكونه أحد مقدمي البرامج المعروفين على قناة MTV البرازيل، كما يعمل أيضًا كـ دي جي، وبودكاستر، ويوتيوبر.

## المسيرة المهنية
بدأ لويز ثاندربيرد مسيرته الفنية في مجال الموسيقى، حيث شارك في عدة فرق موسيقية في الثمانينيات والتسعينيات، قبل أن ينتقل إلى مجال الإعلام. اشتهر كمقدم برامج على قناة MTV البرازيل خلال التسعينيات، حيث كان وجهًا بارزًا للبرامج الموسيقية البديلة التي استهدفت جيل الشباب.
بعد مغادرته القناة، واصل العمل في مجالات الإعلام الرقمي، حيث أطلق عدة مشاريع إذاعية وبودكاستات ناجحة، إلى جانب إنتاج محتوى مرئي على يوتيوب، يتمحور حول الثقافة والموسيقى والتاريخ الاجتماعي في البرازيل.

## أنشطته الرقمية
يُعد من أوائل الشخصيات الإعلامية البرازيلية الذين تبنوا الإعلام الرقمي، حيث يقدم برامج حوارية وموسيقية عبر الإنترنت، ويُعرف بآرائه المستقلة في مجالات الموسيقى والثقافة الشعبية.